# マーティン・ノヴァク
マーティン・アンドレアス・ノヴァク（Martin Andreas Nowak、1965年4月7日 - ）は、オーストリア出身の数理生物学者。ハーバード大学の進化ダイナミクス・プログラムのディレクターを務める。

## 来歴
クロスターノイブルク生まれ。1987年ウィーン大学卒業。1989年に同大学院から数学のPh.D.を取得。
1996年ウェルドン記念賞受賞。